# John Madsen (calciatore)
John Madsen (Esbjerg, 14 maggio 1937 – Sædding, 28 luglio 2021) è stato un calciatore danese, di ruolo difensore.

## Carriera

### Club
Cresciuto nell'Esbjerg, esordisce con il club nella stagione 1955-1956 con cui ottiene il secondo posto finale. Nella stagione seguente ottiene il settimo posto ed un quinto in quella successiva. Nella stagione 1959 conquista un sesto posto, risultato bissato l'anno seguente.
Nel 1961 conquista il campionato danese, risultato che ottiene anche nei due anni seguenti 1962 e 1963. Questi successi danno all'Esbjerg l'accesso alla Coppa Campioni: nell'edizione 1962-1963 raggiunge gli ottavi di finale, mentre nell'edizione seguente Madsen con i suoi si ferma al primo turno. Nel 1964 ottiene il quarto posto ma vince la coppa di Danimarca, seguito da un nuovo successo nel campionato danese nel 1965.
Nella stagione 1965-1966 Madsen si trasferisce al club scozzese del Morton, con i quali retrocede nella serie cadetta del paese britannico. La stagione seguente, dopo aver iniziato il campionato con il Morton, Madsen passa all'Hibernian, con cui il quinto posto nella Scottish Division One 1966-1967.
Nell'estate 1967 con gli Hibs disputò l'unica edizione del campionato dell'United Soccer Association, lega che poteva fregiarsi del titolo di campionato di Prima Divisione su riconoscimento della FIFA: quell'edizione della Lega fu disputata utilizzando squadre europee e sudamericane in rappresentanza di quelle della USA, che non avevano avuto tempo di riorganizzarsi dopo la scissione che aveva dato vita al campionato concorrente della National Professional Soccer League; gli scozzesi rappresentarono i Toronto City Soccer Club. Gli Hibs, nelle veci del Toronto City non superarono le qualificazioni per i play-off, chiudendo la stagione al terzo posto della Eastern Division.
Nella stagione 1967-1968 ottiene il terzo posto finale, raggiungendo inoltre la semifinale della Coppa delle Fiere 1967-1968.
Chiude la Scottish Division One 1968-1969 al dodicesimo posto, mentre il cammino nella Coppa delle Fiere 1968-1969 si ferma agli ottavi di finale. Raggiunge inoltre la finale della Scottish League Cup 1968-1969, persa contro il Celtic Football Club.
Nel 1969 ritorna all'Esbjerg, con cui retrocede nella serie cadetta danese al termine della 1. division 1969.

### Nazionale
Madsen dopo aver giocato nella nazionale Under-21 di calcio della Danimarca, esordì nella nazionale maggiore nel 1961, giocandovi 20 incontri sino al 1963.

## Statistiche

### Cronologia presenze e reti in Nazionale
| Cronologia completa delle presenze e delle reti in nazionale ― Danimarca | Cronologia completa delle presenze e delle reti in nazionale ― Danimarca | Cronologia completa delle presenze e delle reti in nazionale ― Danimarca | Cronologia completa delle presenze e delle reti in nazionale ― Danimarca | Cronologia completa delle presenze e delle reti in nazionale ― Danimarca | Cronologia completa delle presenze e delle reti in nazionale ― Danimarca | Cronologia completa delle presenze e delle reti in nazionale ― Danimarca | Cronologia completa delle presenze e delle reti in nazionale ― Danimarca |
| Data                                                                     | Città                                                                    | In casa                                                                  | Risultato                                                                | Ospiti                                                                   | Competizione                                                             | Reti                                                                     | Note                                                                     |
| ------------------------------------------------------------------------ | ------------------------------------------------------------------------ | ------------------------------------------------------------------------ | ------------------------------------------------------------------------ | ------------------------------------------------------------------------ | ------------------------------------------------------------------------ | ------------------------------------------------------------------------ | ------------------------------------------------------------------------ |
| 17-9-1961                                                                | Oslo                                                                     | Norvegia                                                                 | 0 – 4                                                                    | Danimarca                                                                | Campionato nordico di calcio 1960-1963                                   | -                                                                        |                                                                          |
| 20-9-1961                                                                | Düsseldorf                                                               | Germania Ovest                                                           | 5 – 1                                                                    | Danimarca                                                                | Amichevole                                                               | -                                                                        |                                                                          |
| 15-10-1961                                                               | Copenaghen                                                               | Danimarca                                                                | 9 – 1                                                                    | Finlandia                                                                | Campionato nordico di calcio 1960-1963                                   | -                                                                        |                                                                          |
| 5-11-1961                                                                | Chorzów                                                                  | Polonia                                                                  | 5 – 0                                                                    | Danimarca                                                                | Amichevole                                                               | -                                                                        |                                                                          |
| 23-5-1962                                                                | Lipsia                                                                   | Germania Est                                                             | 4 – 1                                                                    | Danimarca                                                                | Amichevole                                                               | -                                                                        |                                                                          |
| 11-6-1962                                                                | Copenaghen                                                               | Danimarca                                                                | 6 – 1                                                                    | Norvegia                                                                 | Campionato nordico di calcio 1960-1963                                   | -                                                                        |                                                                          |
| 28-6-1962                                                                | Copenaghen                                                               | Danimarca                                                                | 6 – 1                                                                    | Malta                                                                    | Qual. Euro 1964                                                          | -                                                                        |                                                                          |
| 11-9-1962                                                                | Odense                                                                   | Danimarca                                                                | 3 – 1                                                                    | Antille Olandesi                                                         | Amichevole                                                               | -                                                                        |                                                                          |
| 16-9-1962                                                                | Helsinki                                                                 | Finlandia                                                                | 1 – 6                                                                    | Danimarca                                                                | Campionato nordico di calcio 1960-1963                                   | -                                                                        |                                                                          |
| 26-9-1962                                                                | Copenaghen                                                               | Danimarca                                                                | 4 – 1                                                                    | Paesi Bassi                                                              | Amichevole                                                               | -                                                                        |                                                                          |
| 28-10-1962                                                               | Solna                                                                    | Svezia                                                                   | 4 – 2                                                                    | Danimarca                                                                | Campionato nordico di calcio 1960-1963                                   | -                                                                        |                                                                          |
| 8-12-1962                                                                | Gzira                                                                    | Malta                                                                    | 1 – 3                                                                    | Danimarca                                                                | Qual. Euro 1964                                                          | -                                                                        |                                                                          |
| 12-12-1962                                                               | Istanbul                                                                 | Turchia                                                                  | 1 – 1                                                                    | Danimarca                                                                | Amichevole                                                               | -                                                                        |                                                                          |
| 6-10-1963                                                                | Copenaghen                                                               | Danimarca                                                                | 2 – 2                                                                    | Svezia                                                                   | Campionato nordico di calcio 1960-1963                                   | -                                                                        |                                                                          |
| 30-10-1963                                                               | Tirana                                                                   | Albania                                                                  | 1 – 0                                                                    | Danimarca                                                                | Qual. Euro 1964                                                          | -                                                                        |                                                                          |
| 3-11-1963                                                                | Bucarest                                                                 | Romania                                                                  | 2 – 3                                                                    | Danimarca                                                                | Qual. XVIII Olimpiade                                                    | -                                                                        |                                                                          |
| 28-11-1963                                                               | Torino                                                                   | Danimarca                                                                | 1 – 2                                                                    | Romania                                                                  | Qual. XVIII Olimpiade                                                    | -                                                                        |                                                                          |
| 4-12-1963                                                                | Lussemburgo                                                              | Lussemburgo                                                              | 3 – 3                                                                    | Danimarca                                                                | Qual. Euro 1964                                                          | -                                                                        |                                                                          |
| 10-12-1963                                                               | Copenaghen                                                               | Danimarca                                                                | 2 – 2                                                                    | Lussemburgo                                                              | Qual. Euro 1964                                                          | -                                                                        |                                                                          |
| 18-12-1963                                                               | Amsterdam                                                                | Danimarca                                                                | 1 – 0                                                                    | Lussemburgo                                                              | Qual. Euro 1964                                                          | -                                                                        |                                                                          |
| Totale                                                                   |                                                                          | Presenze                                                                 | 20                                                                       |                                                                          | Reti                                                                     | 0                                                                        |                                                                          |

## Palmarès
- Campionato danese: 4

Esbjerg: 1961, 1962,1963, 1965
- Coppa di Danimarca: 1

Esbjerg: 1964